# Dieter Lindner (athlétisme)
Pour l’article homonyme, voir Dieter Lindner.
Dieter Lindner  (né le 18 janvier 1937 à Nebra-sur-Unstrut et mort en mai 2021) est un athlète allemand de l'ex-Allemagne de l'Est spécialiste des épreuves de marche athlétique. Licencié au Sportclub Fortschritt Weissenfels puis au Sportclub Chemie Halle, il mesure 1,74 m pour 66 kg.

## Carrière

### Palmarès
| Date | Compétition              | Lieu      | Résultat | Épreuve              | Performance       |
| ---- | ------------------------ | --------- | -------- | -------------------- | ----------------- |
| 1956 | Jeux olympiques d'été    | Melbourne | —        | 20 kilomètres marche | DNF               |
| 1960 | Jeux olympiques d'été    | Rome      | 4e       | 20 kilomètres marche | 1 h 35 min 33 s 8 |
| 1962 | Championnats d'Europe    | Belgrade  | 6e       | 20 kilomètres marche | 1 h 38 min 34 s 8 |
| 1964 | Jeux olympiques d'été    | Tokyo     | 2e       | 20 kilomètres marche | 1 h 31 min 14 s   |
| 1965 | Coupe du monde de marche | Pescara   | 1er      | 20 kilomètres marche | 1 h 28 min 10 s   |
| 1966 | Championnats d'Europe    | Budapest  | 1er      | 20 kilomètres marche | 1 h 29 min 25 s   |

### Records
| Épreuve              | Performance     | Lieu | Date |
| -------------------- | --------------- | ---- | ---- |
| 20 kilomètres marche | 1 h 26 min 58 s |      | 1968 |